# Мађари у Сједињеним Америчким Државама
Мађари у Сједињеним Америчким Државама (мађ. amerikai magyarok) становници су Сједињених Држава, који се изјашњавају као Мађари или имају мађарско порекло. Било је неколико таласа значајне мађарске имиграције, нарочито у периоду од 1870. године до почетка Првог светског рата, када се између 650.000-700.000 етничких Мађара населило у САД, а већина њих су напустили своје земљу јер су били неквалификовани радници.

## Историја
Године 1583. мађарски песник Стефанус Парменус се придружио експедицији Гилберта Хамприја у Северну Америку са намером да пише хронику путовања и открића. Парменус је стигао у Њуфаундленд и постао вероватно постао први Мађар у Новом свету.
Мађари су се дуго насењавали у Нови свет, а један од познатијих људи тог времена био је Мајкл Ковач, оснивач америчке коњице, активан војник у америчком рату за независност. Мађари су од тада одржавали константну емиграцију у Сједињене Државе, међутим, највеће и најпознатије миграције биле су оне непосредно пре Првог светског рата.
Агостон Харазати, који се населио у Висконсин 1840. године, био је први Мађар који се стално настанио у Сједињеним Државама, а други Мађар насељен на овом простору је написао књигу о Сједињеним Државама на свом матерњем језику. Након што се преселио у Калифорнију 1849. године, Харазати је основао плантажу винових лоза у Сономи и увезао више од 100.000 садница европске винове лозе. Он је данас познат као "отац Калифорнијског виноградарства" или "Отац савремене производње вина у Калифорнији".
Први велики талас емиграције из Мађарске у Сједињене Државе десио се у периоду од 1849-1850. године, када је ткзв. "Четрдесет осам људи" побегло од одмазде од аустријских власти након пораза мађарске револуције 1848. године. До 1860. године 2.710 Мађара живело је у САД а најмање 99 њих су се борили у грађанском рату. Њихова мотивација за борбу је била демократија, жеља за авантуром, потврђивање њихових војних способности и солидарност са својим америчким суседима.
Током последњих деценија 19. века и првих деценија 20. века, САД су доживеле имигрантски бум првенствено од јужних и источних Европљана, а међу њима око 650.000-700.000 мађарских говорника. За разлику од високо образованих имиграната који су стигли у САД 1849. године, други мађарски талас обухватао је углавном сиромашне и необразоване имигранте који су тражили бољи живот у Сједињеним Државама. Већина од 2 милиона имиграната из Краљевине Мађарске нису били етнички Мађари, већ су приладали румунској или немачкој мањини из Краљевине Мађарске. Повећање имиграције из Мађарске је такође забележено после Другог светског рата и Холокауста, од чега је значајан проценат имиграната био јеврејског порекла. Околности трећег таласа емиграције имале су много заједничког са првим таласом. 1956. године. Мађарска је поново била у рату. Као револуција 1848. године, мађарска револуција из 1956. године против Совјетског Савеза није успела и довела до емиграције 200.000 људи који су бежали од прогона након револуције, од којих је 40.000 њих пронашло пут до Сједињених Држава. Постојала је обновљена економска миграција након завршетка комунизма у Мађарској у периоду деведесетих до двехиљадитих година.

## Демографија
Према попису становништва у Сједињеним Америчким Државама 2010. године, у овој земљи живело је 1.563.081 Мађара или особа мађарског порекла, а према подацима из пописа из 2000. године, 1.398.724 лица се изјашњавало да су мађарског порекла. Процене броја Мађара у Сједињеним Државама премашују 4 милиона, али укључују и велики број етничких мађарских имиграната од којих су већина емигрирала из Румуније, Чехословачке или бивше Југославије.
Државе са највећим процентом Мађарског становништва у Сједињеним Државама су :
| Држава       | Популација |
| ------------ | ---------- |
| Охајо        | 203.417    |
| Њујорк       | 157.863    |
| Калифорнија  | 133.988    |
| Пенсилванија | 132.184    |
| Њу Џерзи     | 115.615    |
| Мичиген      | 98.036     |
| Флорида      | 96.885     |

Највећи проценат Мађара у Сједињеним Државама налази се у Кируас Јоелу у Њујорку (велика већина становника су Хасидски Јевреји који припадају династији Сатмар Хасидик, која потиче из Мађарске), где се 18,9% укупног становништва изјашњава да има мађарско порекло. Остала места са преко 10% мађарског становништва су : Ферпорт Харор, Охајо (14,1%) и Западни Пик, Пенсилванија (11,7%). У више од 100 других округа има више од 5% становника мађарског порекла, а највећи број Мађара у Сједињеним Државама, на истом месту живи у Њујорку. У Солингфорд Сентеру такође постоји велики број становништва мађарског порекла, а они у овом месту имају свој клуб и заједницу.

## Галерија
- Мађарска католичка црква Свети Стефан у Бирмингему, Охајо
- Статуа Лајуша Кошута на Менхетну, Њујорк
- Мађарска реформаторска црква у Охају
- Мађарски имигранти током славља у Кливиленду, 1913. године
- Распрострањеност Мађара у Сједињеним Државама (2000)
- Мађарска реформаторска црква у Пенсилванији
- Мађарска црква Свете Елизабете у Пенсилванији